# Phyllophorina kotoshoensis
Phyllophorina kotoshoensis är en insektsart som beskrevs av Tokuichi Shiraki 1930. Phyllophorina kotoshoensis ingår i släktet Phyllophorina och familjen vårtbitare. Inga underarter finns listade i Catalogue of Life.